# NGC 1660
NGC 1660 is een spiraalvormig sterrenstelsel in het sterrenbeeld Graveerstift. Het hemelobject werd op 28 november 1786 ontdekt door de Duits-Britse astronoom William Herschel.

## Lambda Caeli
Vanaf de aarde gezien bevinden de stelsels NGC 1660 en NGC 1658 zich een halve graad ten zuiden van de ster lambda Caeli (magnitude +5). Amateurastronomen kunnen lambda Caeli aanwenden als gidsster om op zoek te gaan naar beide sterrenstelsels.

## Synoniemen
- PGC 15908
- ESO 304-18
- MCG -7-10-21
- AM 0442-413